# Tallage
Tallage o talliage, è un termine francese (tailler, ovvero una parte tagliata fuori dal tutto). Nel Medioevo esso identificava qualsiasi tassa, ma il termine, prima in Inghilterra e poi in Francia, andò a indicare una specifica tassa sull'utilizzo della terra o una tassa sul possesso del fondo. Successivamente, in Inghilterra, il significato è stato ulteriormente limitato a valutazioni stimate della corona reale su città, borghi e domini reali. In effetti, il tallage era una "imposta fondiaria".

## Inghilterra
Il Danegeld è simile a una imposta fondiaria, ma il "tallage" fu portato in Inghilterra dai Normanni come un dazio feudale. Sotto i figli di Enrico II divenne una comune fonte di rendita reale. È stato disapprovato nella Magna Carta del 1215 e fu abolito in Inghilterra nel 1340 sotto Edoardo III.
Come lo scutage, il "tallage" è stato sostituito dal sistema del sussidio (o sovvenzione) nel XIV secolo. L'ultima volta in cui la "tallage" è stata riscossa in Inghilterra sembra essere l'anno 1332.
Lo Statuto di (Edoardo I d'Inghilterra) 25 Edw. I. (in alcune edizioni degli statuti 34 Edw. I.), De Tallagio non Concedendo, anche se viene stampato tra gli statuti del Regno e fu citato come uno statuto nel preambolo alla Petition of Right nel 1628 e dai giudici nel caso di John Hampden nel 1637, è probabilmente un riassunto imperfetto e privo di autorevolezza della Confirmatio Cartarum. La prima sezione sancisce che nessun "tallage" sarà imposta o prelevata dal re e dai suoi eredi senza la volontà e l'assenso di arcivescovi, vescovi e altri prelati, i conti, baroni, cavalieri, borgomastri e gli altri uomini liberi nel Regno.
Tallagium facere era il termine tecnico per il rendiconto degli exchequer (scacchieri): i conti dovevano essere mantenuti per mezzo di tallies o bastoni dentellati. I cassieri (tellers, una corruzione del termine talliers) dell'"exchequer" erano, un tempo, importanti ufficiali finanziari. Il sistema di rendiconto dei conti nazionali con tallies fu abolito da 23 Geo. III. c. 82 e l'ufficio di cassiere da 57 Geo. II. c. 84.

### Riscossione deltallagedagli ebrei
L'imposta è stata frequentemente elevata sugli ebrei inglesi durante i secoli XII e XIII. 
Una "tallage" di £ (sterline) 60.000, noto come il "tallage di Saladino", è stata raccolta a Guildford nel 1189, l'obiettivo ostentato era la preparazione per la Terza crociata. 
È stato riferito che Giovanni d'Inghilterra sottopose alla "tallage" gli ebrei nel 1210 nella misura di 60.000 marchi (£ 40.000). 
Allo stesso modo ci sono riportate esazioni di "tallage" sotto Enrico III di 4.000 marchi (nel 1225) e 5.000 marchi (nel 1270). 
Tallage importanti sono state esatte da Edoardo I nel secondo, terzo e quarto anno del suo regno (£ 1.000) e nel quinto anno (25.000 marchi nel 1277).
Queste tasse erano aggiuntive alle varie che sono state applicate sugli ebrei per sgravi, tutela, matrimonio, multe, procedimenti legali, debiti, licenze, pagamenti dovuti a sentenze ecc., e che gli ebrei hanno pagato all'erario inglese come sudditi inglesi (nel diritto inglese di allora, gli ebrei erano tecnicamente gli schiavi del re piuttosto che sudditi), anche se probabilmente in senso lato. 
È stato sostenuto che fu la perdita di reddito dagli ebrei una ragione principale che avrebbe poi costretto Edoardo I a rinunciare al suo diritto di applicazione delle "tallage" agli inglesi in generale.

## Francia
Il "Tallage" durò più a lungo in Francia, dove era una tassa reale e una di quelle sui proprietari di immobili con inquilini. 
Finì per essere chiamata 'taille' e fu molto usata durante la guerra dei Cent'Anni. Fu abolita in Francia solo con la Rivoluzione francese.

## Germania
Il "Tallage" non si è mai molto sviluppato negli Stati tedeschi. Rimase una piccola tassa dovuta a un signore feudale in luogo di altri diritti feudali, estinguendosi insieme ad altri dazi feudali.